# (12923) Зефир
(12923) Зефир (др.-греч. Ζέφυρος) — околоземный астероид из группы аполлонов, который характеризуется вытянутой орбитой, из-за чего, в процессе своего движения вокруг Солнца, он пересекает не только орбиту Земли, но и Марса и принадлежит к светлому спектральному классу S. Астероид был открыт 11 апреля 1999 года в рамках проекта по поиску астероидов LONEOS в обсерватории Андерсон-Меса и назван в честь Зефира, древнегреческого бога западного ветра.

Орбита астероида Зефир и его положение в Солнечной системе